# Непоп Вячеслав Іванович
Непоп Вячеслав Іванович (нар. 23 травня 1966, Бахмут) — Заслужений будівельник України, кавалер Ордена «За заслуги» І ступеня, депутат Київської міської ради (IV, V, VII та VIII скликань), заступник голови Київської міської державної адміністрації. Директор комунального підприємства «Житлоінвестбуд-УКБ» (2002—2018).

## Життєпис
Вячеслав Непоп народився 23 травня 1966 року в м. Бахмуті, Донецька область. 1983 року закінчив школу № 7 міста Бахмут.
1989 року закінчив Харківський авіаційний інституту ім. Жуковського, спеціальність — інженер-механік.

## Кар'єра
1989—1998, механік та інженер Авіаційного науково-технічного комплексу імені Антонова.
1998—2002, директор будівельної компанії ТОВ «Т. М. М.».
2002—2018, директор комунального підприємства «Житлоінвестбуд — УКБ» Київської міської державної адміністрації. За даними КМДА «Житлоінвестбуд-УКБ» було створене «з нуля» Непопом і багато років входило у трійку найбільш успішних комунальних підприємств столиці та було лідером з поміж 2 тис. комунальних підприємств за обсягами наповнення бюджету м. Києва.

## Політична кар'єра
2002 року Вячеслав Непоп був обраний депутатом Київської міської ради від партії «Єдність». 2006 року Вячеслав Непоп обраний вдруге депутатом Київської міської ради від партії «Наша Україна».
2015 року Вячеслав Непоп став депутатом Київської міської ради, вигравши вибори як самовисуванець. 27 липня 2018 року Вячеслав Непоп став заступником голови Київської міської державної адміністрації, очоливши, між іншим, будівництво соціально значимих об'єктів: шкіл, дитячих садків і спортивних споруд [джерело?].

## Критика

### Незаконні рішення
08 лютого 2024 року, на Пленарному засіданні, під час голосування про передачу ТОВАРИСТВУ З ОБМЕЖЕНОЮ ВІДПОВІДАЛЬНІСТЮ «АРІКС» земельної ділянки в оренду для експлуатації та обслуговування багатофункціонального комплексу на вул. Олеся Гончара, 71 у Шевченківському районі міста Києва (579941440). (від 01.07.2020 № 08/231-1663/ПР) проголосував ЗА. Таке рішення є порушенням Закону України про охорону культурної спадщини, оскільки Будинок Родіна має статус пам'ятки архітектури та історії місцевого значення й, відповідно, не підлягає жодним перебудовам чи знесенню. 

## Нагороди
- Заслужений будівельник України (2003 рік)[5]
- Орден «За заслуги» ІІІ ступеня (2007 рік)[6]
- Почесний будівельник України (2010 рік)[1]
- Орден «За заслуги» ІІ ступеня (2012 рік)[6]
- Орден «За заслуги» І ступеня (2019 рік)[7]

## Особисте життя
Одружений, має трьох дітей. Дружина — Непоп Антоніна Юріївна (нар. 26 вересня 1964, домогосподарка), діти Марія (нар. 6 жовтня 1988), Артем (нар. 30 червня 1990, Дар'я (нар. 7 травня 1997).